# Wattoo Wattoo
Wattoo Wattoo est une série télévisée d'animation française en 56 épisodes de cinq minutes, créée par René Borg et Hubert Ballay et diffusée à partir du 6 juillet 1978 sur Antenne 2 dans l'émission Récré A2.

## Synopsis
Cette série met en scène les Zwas, oies un peu stupides, qui s'attirent systématiquement des problèmes avant que l'oiseau Wattoo (une sorte de pie) ne vienne avec ses congénères les tirer d'affaire.
Les sujets sont en général à connotation écologique.
Wattoo-Wattoo a été créé par Hubert Ballay, diplomate officieux de la post-décolonisation, auteur-compositeur, directeur artistique chez Barclay, premier grand amour de Barbara — elle lui dédiera Dis, quand reviendras-tu ? — et homme d'affaires : « Il y a cinq ans, sur une nappe de restaurant, je me suis amusé à griffonner un oiseau complètement imaginaire. Face à moi, il y avait une rivière, et parmi les détritus, pris dans une flaque de mazout, un oiseau essayait de se libérer. Je suis arrivé  trop tard pour le sauver. L'oiseau est mort. »
Hubert Ballay reprit son idée d'oiseau esquissé sur la nappe de papier, et autour de lui, commença à bâtir une série de courts scénarios se rapportant à la nature, la pollution, la protection des animaux et la qualité de la vie.
Wattoo Wattoo ne comporte aucun dialogue.

## Distribution des voix
- Dorothée : la narratrice (À noter que la série originale ne comportait pas la voix off de Dorothée. Celle-ci a été ajoutée des années plus tard.)
- Laurence Bru : la mère
- Pascale Jacquemont : la fille
- Michèle Dahan-Ballay : Wattoo Wattoo
- Claude Melki : le fils
- René Borg : tonton Zwa
- Patrick Borg : Crédo (l'animal) et divers

## Produits dérivés

### iBook
Wattoo Wattoo livre numérique et vidéo 1er épisode 

### DVD
- Wattoo Wattoo - Volume 1 (13 avril 2005) ASIN B0000AV9LC
- Wattoo Wattoo - Volume 2 (13 avril 2005) ASIN B0000AV9LE
- Wattoo Wattoo - Volume 3 (13 avril 2005) ASIN B0000AV9
- Wattoo Wattoo - Digipack édition Prestige (double dvd avec CD BGM) LML'R Éditions. Annoncé comme l'intégrale de la série alors que ce coffret ne regroupe en fait que 47 épisodes.